# 穴あき雲

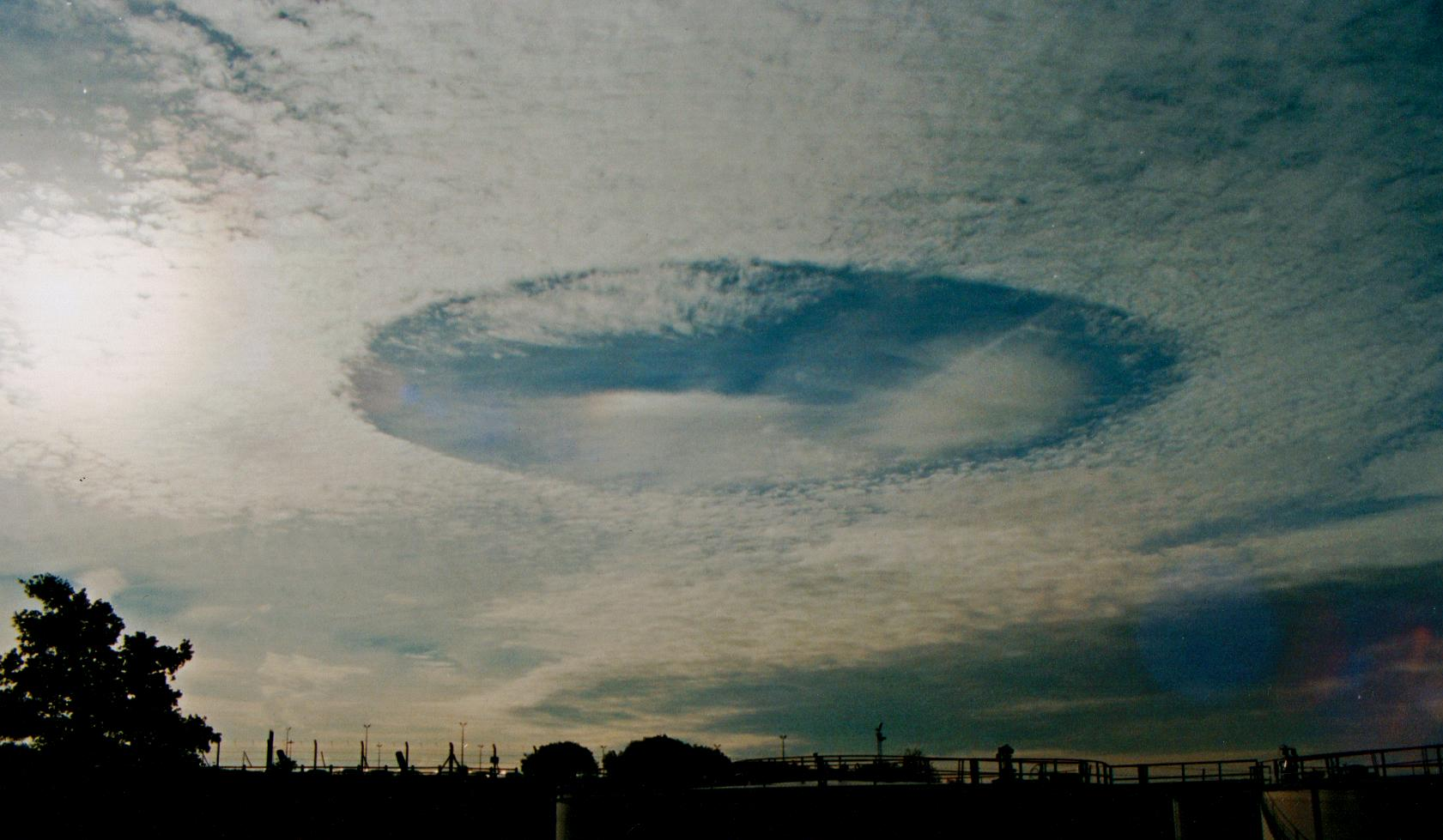
穴空き雲／英国イングランドはバーミンガムにて2003年撮影。

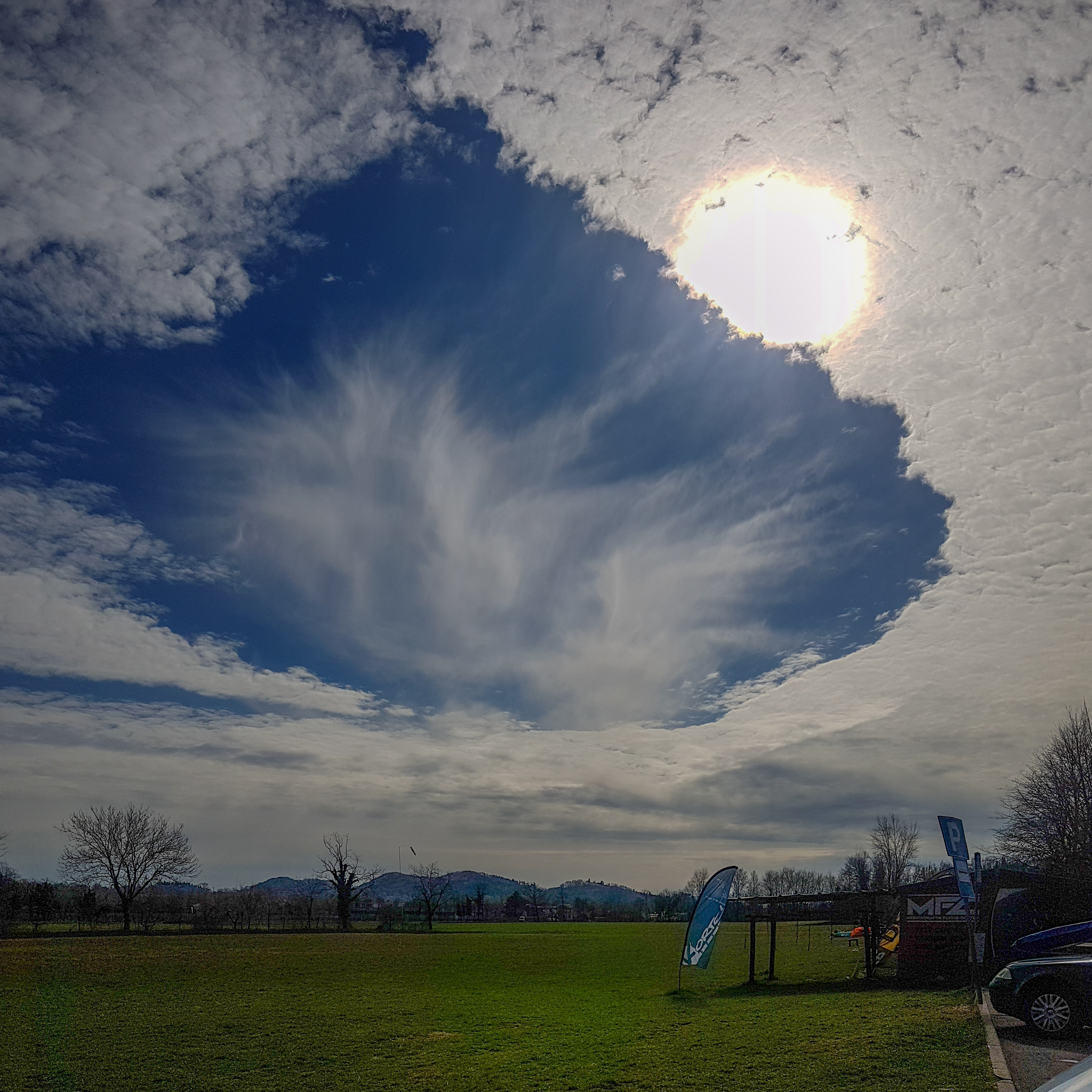
穴空き雲／北イタリアのボルソ・デル・グラッパにて2019年3月撮影。

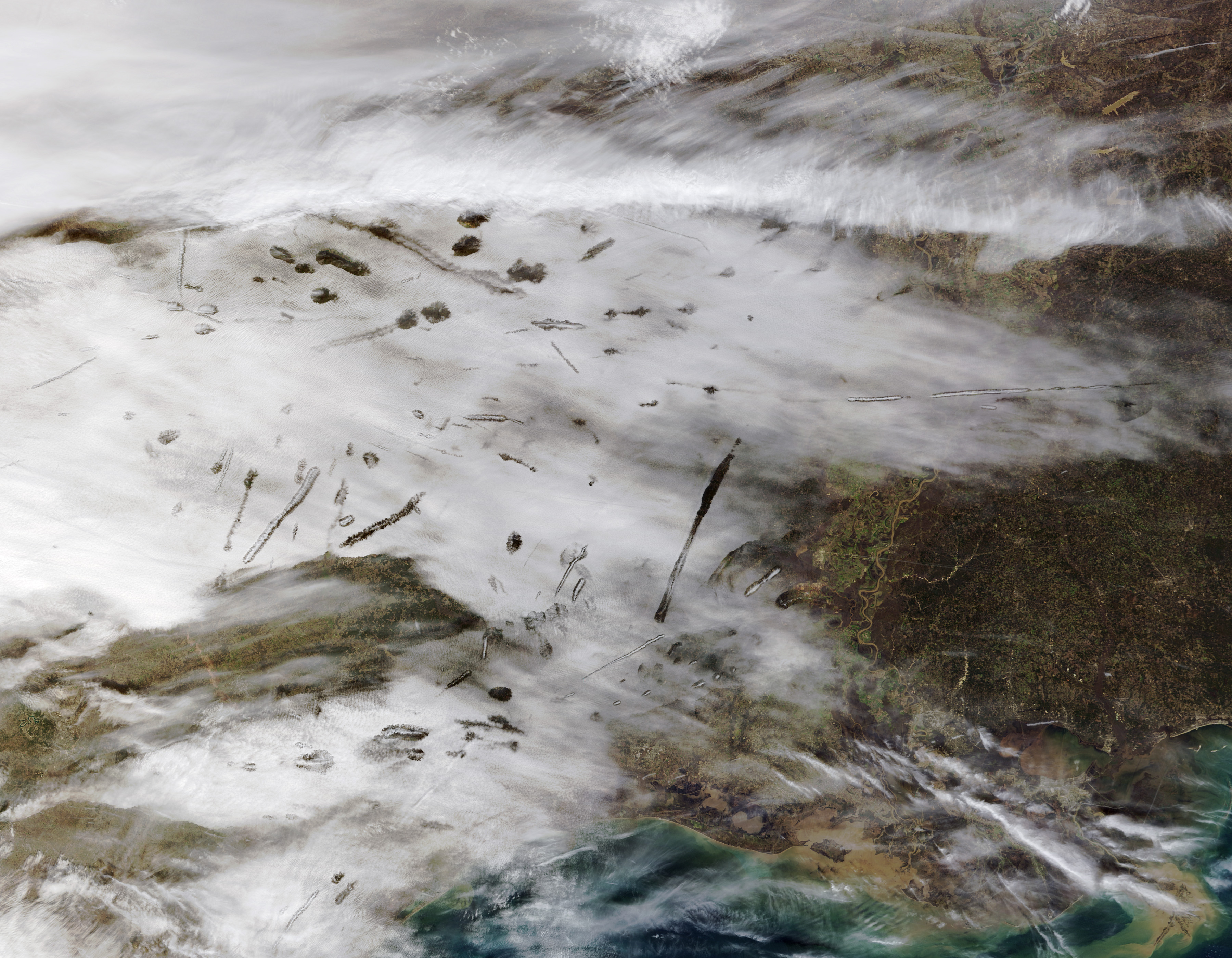
俯瞰で捉える、穴空あき雲（※虫食い穴のようにも見える幾つもの円い穴がそれ）と運河雲（※棒のようにも見える複数の筋がそれ）／米国テキサス州東部にて2007年1月撮影の衛星写真。

穴空き雲（あなあきぐも）とは、層状に薄く広がった巻積雲や高積雲でみられる、円形の隙間が空いた雲である。英語では "fallstreak hole"、"hole punch cloud"、"skypunch"、"canal cloud"、"cloud hole" などと呼ばれる。日本語の別名としては、英語音写主体の「ホールパンチ雲（ － ぐも、英: hole punch cloud）」、音写の「スカイパンチ（英: skypunch）」、後者に「雲」を付け足した「スカイパンチ雲」がある。
隙間の下には垂れ下がるような筋状の尾流雲（降水条）がみられることが多い。

## 概要
層状の雲を構成する雲粒が、氷点下にありながら凍結していない過冷却の状態にあって、ある一点で凍結が始まると、飽和水蒸気圧の差によって周囲の水滴が蒸発して氷晶表面に昇華し、氷晶が急速に成長する現象が発生する。そして、成長した氷晶は落下を始める。これにより、雲に円形の穴が空き、その中心付近から筋状の尾流雲が降りる。尾流雲は氷晶からなることが多いので、羽毛のような巻雲の形状をしていることが多い。凍結開始のきっかけとしては、層状の雲が2層以上に重なっていて、上層の雲から落下してきた氷晶が過冷却雲層に達すること、などが指摘されている。
同様の条件の雲をジェット機が通過した跡には細長い穴空き雲が発生することがある。これは、ジェットエンジンの排気に含まれる微粒子が氷晶核となって細長い領域にライミングを発生させるためである。衛星写真で見ると、結露した窓を指でなぞったような形の隙間ができた様子が観察できる。その形は細長い運河を連想させることから、運河雲 (canal cloud) とも呼ばれる。
一般的に目にする機会は少なく、UFOあるいはUAP（Unidentified Aerial Phenomenon=未確認空中現象）などと誤認された例もあるが、学術的には決して珍しい現象ではなく、ロシアやアメリカではしばしば写真が撮影されている。